# Tert-بوتیل هیدروکوینون
tert-بوتیل هیدروکوینون (به انگلیسی: tert-Butylhydroquinone) یا TBHQ یک ترکیب شیمیایی با شناسه پاب‌کم ۱۶۰۴۳ است. شکل ظاهری این ترکیب، پودر قهوهای مایل به زرد است. این ماده به عنوان یک آنتی‌اکسیدان قوی به روغن‌های مایع خوراکی افزوده می‌شود.